# Aziz Zakari
Aziz Zakari, född den 2 september 1976 i Accra, är en friidrottare från Ghana som tävlar i kortdistanslöpning.
Zakari deltog i för första gången i Olympiska sommarspelen 1996 och även vid Olympiska sommarspelen 2000 i Sydney där han blev utslagne i semifinalen på 100 meter. Vid VM 2001 i Edmonton var han i final på 100 meter och slutade där sjua på tiden 10,24.
Han deltog vid Afrikanska mästerskapen 2002 där han slutade tvåa på 200 meter. Han deltog även vid Olympiska sommarspelen 2004 men blev utslagen i semifinalen på 100 meter. Däremot gick han till final vid VM 2005 där han slutade åtta på tiden 10,20 på 100 meter.
Under perioden 2006–2008 var han avstängd för doping men han kom tillbaka till OS 2008 där han emellertid blev utslagen i kvartsfinalen på 100 meter.

## Personliga rekord
- 100 meter: 9,99 (utomhus)[2]
- 200 meter: 20,23 (utomhus)[2]